# 1953-as Formula–1 brit nagydíj
Az 1953-as Formula–1-es világbajnokság hatodik futama a brit nagydíj volt.

## Futam
A hatodik verseny, a Silverstone-ban rendezett brit nagydíj volt. Ascari ismét megszerezte a pole-pozíciót, nyert, és a leggyorsabb kört is megfutotta, igaz, ezt megosztva a Maseratis Gonzálezzel, aki a második helyről indult, de csak a negyedik helyen ért célba. A végeredmény egyébként érdekes, Ferrari-Maserati-Ferrari-Maserati-Ferrari-Maserati lett, név szerint Ascari, Fangio, Farina, González, Hawthorn, Bonetto.
|    | Rsz. | Versenyző             | Csapat                | Körök | Idő/Kiesések      | Start | Pontok |
| -- | ---- | --------------------- | --------------------- | ----- | ----------------- | ----- | ------ |
| 1  | 5    | Alberto Ascari        | Ferrari               | 90    | 2:50'00           | 1     | 8,5    |
| 2  | 23   | Juan Manuel Fangio    | Maserati              | 90    | + 1'00            | 4     | 6      |
| 3  | 6    | Giuseppe Farina       | Ferrari               | 88    | + 2 Kör           | 5     | 4      |
| 4  | 24   | José Froilán González | Maserati              | 88    | + 2 Kör           | 2     | 3,5    |
| 5  | 8    | Mike Hawthorn         | Ferrari               | 87    | + 3 Kör           | 3     | 2      |
| 6  | 25   | Felice Bonetto        | Maserati              | 82    | + 8 Kör           | 16    |        |
| 7  | 10   | Prince Bira           | Connaught-Lea-Francis | 82    | + 8 Kör           | 19    |        |
| 8  | 16   | Ken Wharton           | Cooper-Bristol        | 80    | + 10 Kör          | 11    |        |
| 9  | 20   | Peter Whitehead       | Cooper-Alta           | 79    | + 11 Kör          | 14    |        |
| 10 | 9    | Louis Rosier          | Ferrari               | 78    | + 12 Kör          | 24    |        |
| Ki | 18   | Jimmy Stewart         | Cooper-Bristol        | 79    | Kiperdült         | 15    |        |
| Ki | 14   | Tony Rolt             | Connaught-Lea-Francis | 70    | Féltengely        | 10    |        |
| Ki | 7    | Luigi Villoresi       | Ferrari               | 65    | Tengely           | 6     |        |
| Ki | 26   | Onofre Marimón        | Maserati              | 65    | Motor             | 7     |        |
| Ki | 19   | Alan Brown            | Cooper-Bristol        | 56    | Túlhevülés        | 21    |        |
| Ki | 2    | Peter Collins         | HWM-Alta              | 56    | Kiperdült         | 23    |        |
| Ki | 4    | Jack Fairman          | HWM-Alta              | 54    | Kuplung           | 27    |        |
| Ki | 12   | Roy Salvadori         | Connaught-Lea-Francis | 50    | Kerék             | 28    |        |
| Ki | 31   | Toulo de Graffenried  | Maserati              | 34    | Kuplung           | 26    |        |
| Ki | 1    | Lance Macklin         | HWM-Alta              | 31    | Kuplung           | 12    |        |
| Ki | 30   | Jean Behra            | Gordini               | 30    | Üzemanyagpumpa    | 22    |        |
| Ki | 15   | Ian Stewart           | Connaught-Lea-Francis | 24    | Gyújtás           | 20    |        |
| Ki | 29   | Maurice Trintignant   | Gordini               | 14    | Tengely           | 8     |        |
| Ki | 3    | Duncan Hamilton       | HWM-Alta              | 14    | Kuplung           | 17    |        |
| Ki | 28   | Harry Schell          | Gordini               | 5     | Elektronika       | 9     |        |
| Ki | 11   | Kenneth McAlpine      | Connaught-Lea-Francis | 0     | Visszalépett      | 13    |        |
| Ki | 22   | Tony Crook            | Cooper-Bristol        | 0     | Üzemanyagrendszer | 25    |        |

## Statisztikák
Vezető helyen:
- Alberto Ascari: 90 (1-90)

Alberto Ascari 12. (R) győzelme, 12. (R) pole-pozíciója, 8. (R) mesterhármasa.
- Ferrari 15. győzelme.